# Curtis Gordon
 (septembre 2019).
Si vous disposez d'ouvrages ou d'articles de référence ou si vous connaissez des sites web de qualité traitant du thème abordé ici, merci de compléter l'article en donnant les références utiles à sa vérifiabilité et en les liant à la section « Notes et références ».
 Curtis Gordon (27 juillet 1928 - 2 mai 2004) est un musicien américain.

## Biographie
Il est né le 27 juillet 1928 près de Moultrie, Géorgie. Curtis Gordon a commencé sa carrière en présentant un show sur la station WMGA de Moultrie en compagnie de Pee Wee Mills et ses Twilight Playboys au début des années 1940.Durant son enfance, Gordon a été fortement influencé par le style de musique d'Ernest Tubb, Bob Wills et Jimmie Rodgers.
Le 1er janvier 1949 il monte une formation qui se présenta à Atlanta. Repéré par un agent de la RCA Victor (voir RCA Records), on lui proposa un contrat pour la période entre 1952 et 1954. Il produisait ainsi plusieurs singles pour ce label, alliant Country et Rockabilly. Curtis Gordon, se singularisera surtout par le honky tonk en vogue dans plusieurs night-club de Mobile en Alabama. Curtis signe en novembre 1954 un nouveau contrat avec la firme Mercury, mais met fin avec ce label en 1957.
Depuis il ne se produisait plus que dans les clubs et à Radio Ranch, un grand night-club de Moultrie. Il disparaît en 2004 à l’âge de 75 ans.

## Discographie
| RCA Records                                               |         |
| The Greatest Sin / You Ain’t Seen Nothin’ Yet             | 20-5062 |
| If You Tell Me One More Lie / What’s A Little Pride       | 20-5182 |
| Rocky Road Of Love / Rompin’ And Stompin’                 | 20-5356 |
| I Just Don’t Love You Anymor / Where You’d Get So Much Of | 20-5461 |
| Little Bo-Peep / Tell ‘Em No                              | 20-5550 |
| I’d Do It For You / You Crazy, Crazy Moon                 | 20-5639 |
| Divided Heart / Caffeine and Nicotine                     | 20-5760 |
| Baby, Baby Me / I’d Like To Tell To                       | 20-5818 |
| Mercury Records                                           |         |
| Chopsticks Mambo / Don’t Trade                            | 70538   |
| Blue Lifetime / Baby, Please Come Home                    | 70648   |
| Sixteen / Cry, Cry                                        | 71121   |
| Our Secret Rendezvous / Girl With A Future                | 70708   |
| Too Young To Know / Hello, Old Broken Heart               | 70791   |
| Draggin’ / Mobile, Alabama                                | 70861   |
| Play The Music Louder / Hey, Mr. Sorrow                   | 70933   |
| So Tired Of Crying / I Know My Baby’s Gone                | 71037   |
| Sittin’ On Top / Out To Win Your Heart                    | 71097   |
| I Wouldn’t / Please Baby, Please                          | 71183   |
| Dollie Records                                            |         |
| Oh, Lonely Heart / Each Time You Go                       | 3276    |
| From Memphis To New Orleans / For The Last Time           | 10050   |